# Erik Pettersson (aixecador)
No confondre amb el seu compatriota Albert Pettersson, nascut el 1885.
Erik Albert Pettersson (Nyköping, 18 de maig de 1890 – Estocolm, 4 d'abril de 1975) fou un aixecador suec que va competir a començaments del segle xx.
El 1920 va prendre part en els Jocs Olímpics d'Anvers, on disputà la prova del pes semipesant, per a aixecadors amb un pes inferior a 82,5 kg, del programa d'halterofília. En ella guanyà la medalla de bronze amb un pes total de 267,5 kg alçats.